# Melitaea praemarsilia
Melitaea praemarsilia är en fjärilsart som beskrevs av Ruggero Verity 1929. Melitaea praemarsilia ingår i släktet Melitaea och familjen praktfjärilar. Inga underarter finns listade i Catalogue of Life.